# Mammalodon
Mammalodon é um cetáceo fóssil da família Mammalodontidae descoberta em 1932, em Victoria, Austrália. McKenna e Bell (1997) e Uhen (2000-2006) a posicionam na subordem Mysticeti.